# Palthis submarginata
Palthis submarginata är en fjärilsart som beskrevs av William Schaus 1913. Palthis submarginata ingår i släktet Palthis och familjen nattflyn. Inga underarter finns listade i Catalogue of Life.